# Ugo Buzzelli
Ugo Buzzelli (Avezzano, 16 novembre 1923 – Avezzano, 12 maggio 2010) è stato un poeta italiano.

## Biografia
Nato il 16 novembre 1923 ad Avezzano Ugo Buzzelli è considerato tra i più grandi esperti dei dialetti abruzzesi e del dialetto marsicano. Scrisse il Vocabolario del dialetto avezzanese e il volume intitolato Proverbi e detti avezzanesi, opere che ricevettero l'apprezzamento da parte dello scrittore e politico Mario Pomilio.
Dirigente dell'Ente Fucino dagli anni cinquanta fino agli anni novanta, Buzzelli fu tra i principali organizzatori degli eventi culturali Settimana marsicana ed Estati Marse.
Amico di tanti noti pittori suoi concittadini come Ermanno Toccotelli, Dante Simone, Enzo Frittella, Marcello Ercole e Pasquale Di Fabio, propose e curò la realizzazione dei dipinti rappresentanti i dieci comandamenti, collocati all'interno della chiesa di San Rocco di Avezzano.
Attivo collaboratore dal 1995 dell'associazione teatrale dialettale Je Furne de Zefferine era noto anche per le sue doti teatrali e per aver partecipato al film documentario del 1989 La rempatriata di Angelo De Bernardinis, dove appare brevemente anche suo figlio Piero, musicologo e letterato.
Tra i vari premi e riconoscimenti per il suo operato, nel 1982 è stato insignito Cavaliere di San Gregorio Magno da Papa Giovanni Paolo II dopo aver ricevuto un'onorificenza da Papa Pio XII come ringraziamento per l'aiuto dato al pontefice durante il bombardamento di San Lorenzo a Roma durante la seconda guerra mondiale.
L'8 dicembre 1985 venne nominato presidente onorario e coordinatore generale della commissione diocesana per la tutela dei beni artistici, storici e culturali dal vescovo dei Marsi Biagio Vittorio Terrinoni.
Conoscitore del dialetto avezzanese, che diffuse favorendo l'arricchimento culturale in alcune scuole della città, realizzò un compact disc sul terremoto della Marsica del 1915. Tra le sue poesie più conosciute si ricordano: Notte Natale, La memutata e J'avare.
Dal 2011 si svolge ad Avezzano il premio di poesia dialettale Terra mé in suo ricordo.